# 斯莫基希爾鎮區 (堪薩斯州麥克弗森縣)
斯莫基希爾鎮區（英語：Smoky Hill Township）為美國堪薩斯州麥克弗森縣轄下的鎮區。2010年美国人口普查中此鎮區人口有311人。

## 地理
斯莫基希爾鎮區涵蓋總面積為88.8平方（34.28平方英里），其中陸地面積為88.3平方（34.08平方英里），水域面積為0.52平方（0.20平方英里）或0.58%。

## 人口統計
根據2010年美國人口普查，斯莫基希爾鎮區人口有311人，其中男性有158人，女性有153人，人口密度為每平方公里3.50人，住房計124戶。鎮區內的白人有303人，非裔美國人有1人，美洲原住民有3人，亞裔美國人有1人，太平洋島裔美國人有0人，其他種族有0人，混血種族則有3人。此外鎮區內有0人為西班牙裔或拉丁裔美國人。此鎮區之年齡中位數為46.6歲，而男性年齡中位數為46.6歲，女性年齡中位數為46.5歲。

## 交通

### 主要公路
- 135號州際公路
- 4號堪薩斯州州道